# Kyenjojo
Kyenjojo  este un oraș  în  Uganda. Este reședinta  districtului Kyenjojo.